# مت دون
مت دون (انگلیسی: Matt Done؛ زادهٔ ۲۲ ژوئیهٔ ۱۹۸۸) بازیکن فوتبال اهل بریتانیا است.
از باشگاه‌هایی که در آن بازی کرده‌است می‌توان به باشگاه فوتبال هرفورد یونایتد، باشگاه فوتبال بارنزلی، باشگاه فوتبال شفیلد یونایتد، باشگاه فوتبال هیبرنین، باشگاه فوتبال روچدیل، و باشگاه فوتبال ورکسام اشاره کرد.